# Michael Dawson (piłkarz)
Michael Dawson (ur. 18 listopada 1983 w Northallerton) – angielski piłkarz, zawodnik Hull City grający na pozycji obrońcy.

## Kariera

### Nottingham Forest
Swoją profesjonalną karierę piłkarską rozpoczynał w Nottingham Forest. Zadebiutował tam 1 kwietnia 2002 w przegranym 3-2 meczu przeciwko Walsall. W następnym sezonie stworzył bardzo dobry duet z doświadczonym Des Walker i Nottingham zakończyło sezon na szóstym miejscu gwarantującym grę w barażach. Klubowi nie udało się awansować po przegranym spotkaniu z Sheffield United, w którym Dawson pauzował za kartki. W sumie w Nottingham rozegrał 83 spotkania strzelając 7 goli.

### Tottenham Hotspur
Po bardzo udanym sezonie 2005/2006 młody Anglik otrzymał propozycję gry w Tottenhamie Hotspur. 28 marca 2006 podpisał kontrakt do 2011 roku. Stworzył tam znakomitą parę defensorów z Ledleyem Kingiem. Gdy on miał kontuzję Michael był prawdziwą podporą defensywy klubu. Był kapitanem zespołu w ćwierćfinale FA Cup, gdy nieobecni byli Robbie Keane i Paul Robinson oraz normalny kapitan czyli Ledley King. Po sezonie podpisał 5-letni kontrakt do 2012 roku.
Latem 2014 Dawson przeszedł do Hull City.

## Reprezentacja
W reprezentacji B rozegrał 3 spotkania. Zaliczył 13 występów w reprezentacji Anglii U-21.
11 sierpnia 2010 zadebiutował w seniorskiej reprezentacji w towarzyskim meczu z Węgrami.